# Dragons
Dragons (do 2017 Newport Gwent Dragons, wal. Dreigiau Casnewydd Gwent) – jeden z czterech profesjonalnych zespołów rugby union w Walii. Drużyna występuje w lidze Pro14, Anglo-Welsh Cup i rozgrywkach europejskich. Swoje spotkania rozgrywa w Newport na stadionie Rodney Parade. Od 2017 roku zespół jest własnością Welsh Rugby Union, wcześniej zaś Newport R.F.C..

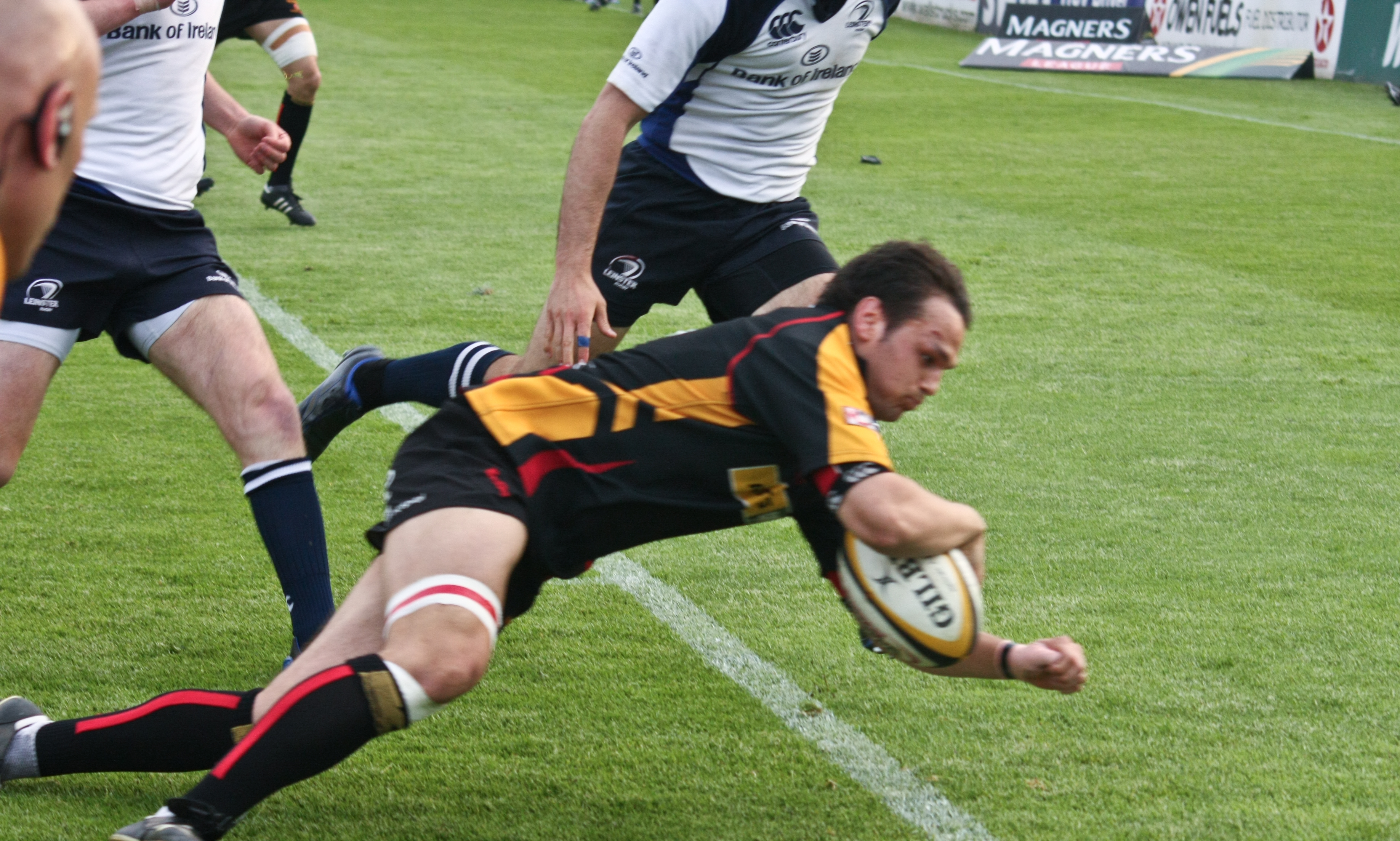
Przyłożenie dla Dragons

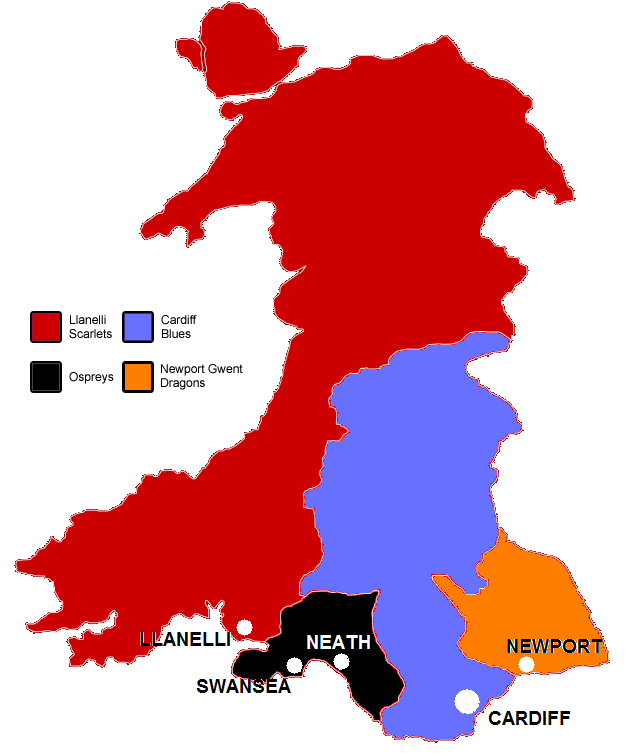
Podział Walii na regiony przyporządkowane drużynom rugby – obszar podporządkowany Dragons w kolorze pomarańczonym

## Historia
Gdy w 2003 roku powoływano w Walii pięć profesjonalnych drużyn rugby, sięgnięto po rozwiązania z Irlandii czy też krajów południowej półkuli takich jak Południowa Afryka, Australia czy Nowa Zelandia. Terytorium Walii podzielono na pięć części, z których każda przypadała jednej zawodowej drużynie. Terytorium przyporządkowane ekipie Dragons objęło wschodnią część Walii – Blaenau Gwent, Caerphilly, Monmouthshire i Newport and Torfaen zamieszkane łącznie przez około pół miliona ludzi. Na obszarze tym działają amatorskie kluby grające w lidze walijskiej: Bedwas R.F.C., Cross Keys R.F.C., Newport R.F.C. i Pontypool R.F.C..
Dużym problemem dla nowo powstałej ekipy okazał się odzew regionu i początkowe problemy z widownią (m.in. z powodu silnych klubów w regionie oraz ich niechęci do współpracy). Zespół przeszedł pod kuratelę walijskiej federacji (WRU) w roku 2017, zmieniono wtedy nazwę, usuwając przedrostek „Newport Gwent”, pozostawiając jedynie „Dragons”. Tym samym borykający się z problemami finansowymi zespół został przejęty przez WRU. Część środowisk krytykowała decyzję o takiej zmianie nazwy, gdyż w Gwent działa amatorski klub Dragons.

## Największe sukcesy
- Pro14: raz 3. miejsce (w sezonie 2003/2004)
- European Rugby Challenge Cup: trzykrotnie półfinał (w sezonach 2006/2007, 2014/2015 i 2015/2016)